# 威氏半線琴脂鯉
威氏半線琴脂鯉為輻鰭魚綱脂鯉目琴脂鯉亞目複齒脂鯉科的其中一種，為熱帶淡水魚，分布於非洲安哥拉Calundo湖及Lualaba河上游流域，體長可達4.8公分，棲息在底中層水域，生活習性不明。

## 扩展阅读
維基物種上的相關：威氏半線琴脂鯉